# Mappsburg
Mappsburg è un census-designated place (CDP) della contea di Accomack, Virginia, Stati Uniti. La popolazione era di 60 abitanti al censimento del 2010.

## Geografia fisica
Secondo lo United States Census Bureau, ha un'area totale di 2,26 mi² (5,85 km²).

## Società

### Evoluzione demografica
Secondo il censimento del 2010, la popolazione era di 60 abitanti.

### Etnie e minoranze straniere
Secondo il censimento del 2010, la composizione etnica del CDP era formata dall'80,0% di bianchi, il 18,3% di afroamericani, lo 0,0% di nativi americani, lo 0,0% di asiatici, lo 0,0% di oceanici, lo 0,0% di altre razze, e l'1,7% di due o più etnie. Ispanici o latinos di qualunque razza erano lo 0,0% della popolazione.